# Gretchen Mol
Gretchen Mol (Deep River, 8 novembre 1972) è un'attrice ed ex modella statunitense.

## Biografia

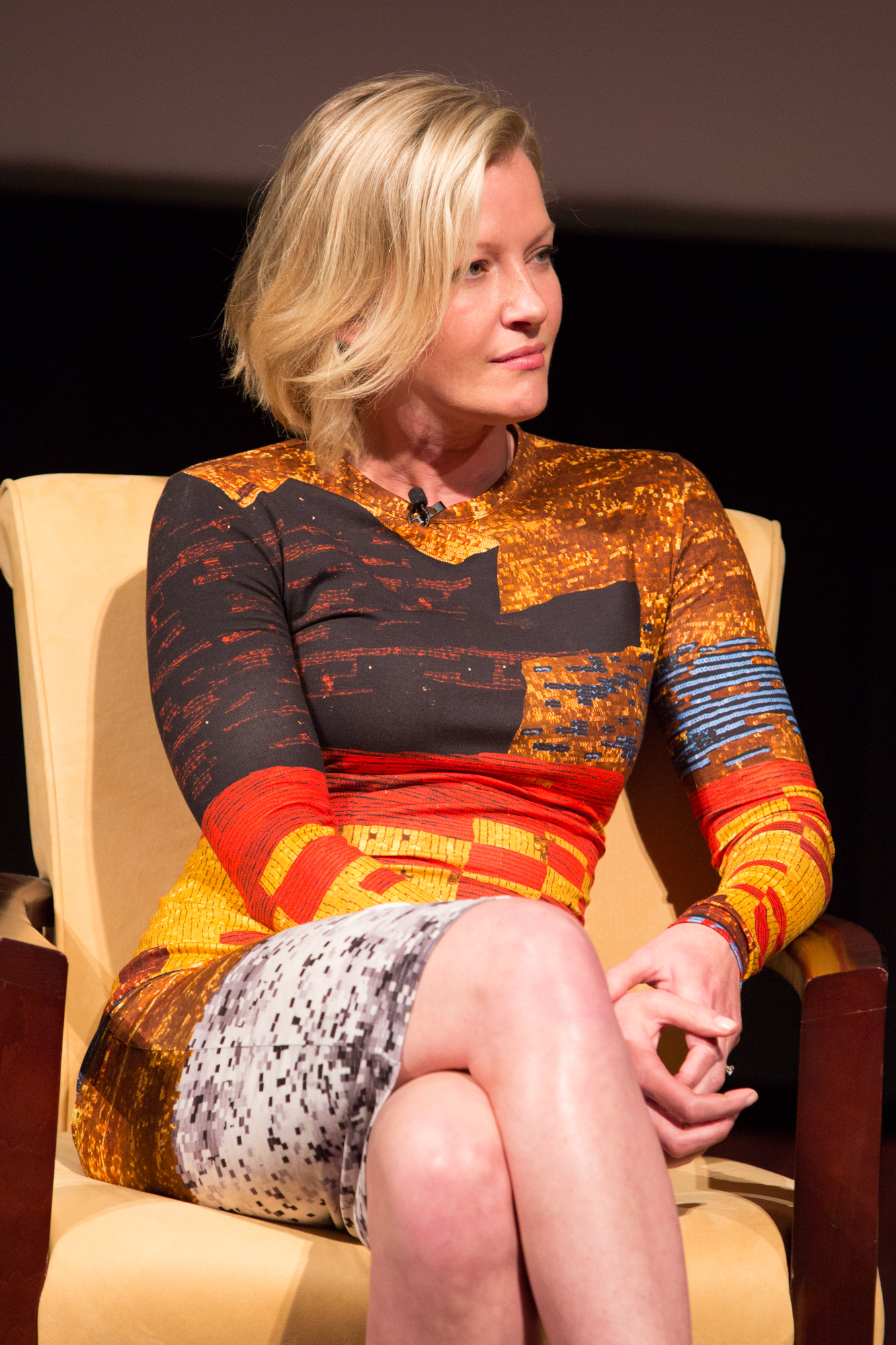
Gretchen Mol nel 2015

Nata nel Connecticut, è figlia di due insegnanti. Si trasferisce a New York seguendo il fratello maggiore Jim Mol, studente di cinema alla New York University, e qui studia presso l'American Musical and Dramatic Academy; in seguito si diploma al William Esper Studio. Prima di debuttare nel film Girl 6 - Sesso in linea (1996) di Spike Lee, ha svolto diversi lavori, come l'usciere all'Angelika Film Center, la modella, ed è apparsa in diversi spot pubblicitari, tra cui uno per la Coca-Cola.
Dopo il debutto con Spike Lee, recita per Abel Ferrara in Fratelli (1996), e successivamente prende parte ai film Donnie Brasco (1997) e L'ultima volta che mi sono suicidato (1997). Nel 1998 recita al fianco di Matt Damon ne Il giocatore, poi viene diretta da Woody Allen in Celebrity (1998). Nel 1999 è protagonista de Il tredicesimo piano, e lo stesso anno torna a lavorare per Woody Allen in Accordi e disaccordi.
Nel 2003 recita per Neil LaBute in The Shape of Things, con il quale aveva già lavorato nella precedente trasposizione teatrale. Nel 2005 impersona la pin-up e modella bondage Bettie Page, nel film biografico diretto da Mary Harron, La scandalosa vita di Bettie Page. Nel 2007 interpreta la moglie di Christian Bale in Quel treno per Yuma. Ha recitato anche in diversi musical, tra cui Chicago e Godspell.
Dal 2010 al 2014 è tra le protagoniste della serie tv Boardwalk Empire - L'impero del crimine.

### Vita privata
Sposata con il regista Tod Williams, la coppia ha due figli: Ptolemy John Williams, nato nel 2004, e Winter Morgan Williams, nata nel 2011.

## Filmografia parziale

### Cinema
- Girl 6 - Sesso in linea  (Girl 6), regia di Spike Lee (1996)
- Fratelli (The Funeral), regia di Abel Ferrara (1996)
- Donnie Brasco, regia di Mike Newell (1997)
- Subway Stories - Cronache metropolitane (SUBWAYStories: Tales from the Underground), episodio Love on the Train regia di Abel Ferrara (1997)
- L'ultima volta che mi sono suicidato (The Last Time I Committed Suicide), regia di Stephen Kay (1997)
- Musica da un'altra stanza (Music from Another Room), regia di Charlie Peters (1998)
- Il giocatore - Rounders (Rounders), regia di John Dahl (1998)
- New Rose Hotel, regia di Abel Ferrara (1998)
- Celebrity, regia di Woody Allen (1998)
- Finding Graceland, regia di David Winkler (1998)
- Il tredicesimo piano (The Thirteenth Floor), regia di Josef Rusnak (1999)
- Il prezzo della libertà (Cradle Will Rock), regia di Tim Robbins (1999)
- Accordi e disaccordi (Sweet and Lowdown), regia di Woody Allen (1999)
- Le due verità (Forever Mine), regia di Paul Schrader (1999)
- Attraction, regia di Russell DeGrazier (2000)
- La vendetta di Carter (Get Carter), regia di Stephen Kay (2000)
- The Shape of Things, regia di Neil LaBute (2003)
- La scandalosa vita di Bettie Page (The Notorious Bettie Page), regia di Mary Harron (2005)
- Puccini for Beginners, regia di Maria Maggenti (2006)
- The Ten, regia di David Wain (2007)
- Quel treno per Yuma (3:10 to Yuma), regia di James Mangold (2007)
- JFK - Amori di un Presidente (An American Affair), regia di William Olsson (2009)
- Una cattedra per due (Tenure), regia di Mike Million (2009)
- Dimmi quando (Laggies), regia di Lynn Shelton (2014)
- True Story, regia di Rupert Goold (2015)
- Anesthesia, regia di Tim Blake Nelson (2015)
- Manchester by the Sea, regia di Kenneth Lonergan (2016)
- Quando un padre (A Family Man), regia di Mark Williams (2016)

### Televisione
- L'orgoglio degli Amberson (The Magnificent Ambersons), regia di Alfonso Arau – film TV (2002)
- Life on Mars – serie TV, 17 episodi (2008-2009)
- La figlia del silenzio (The Memory Keeper's Daughter) – film TV (2008)
- Boardwalk Empire - L'impero del crimine (Boardwalk Empire) – serie TV, 53 episodi (2010-2014)
- Chance – serie TV, 10 episodi (2016)
- Seven Seconds – serie TV, 3 episodi (2018)
- Yellowstone – serie TV, episodi 1x03-1x07 (2018)
- Nightflyers – serie TV, 10 episodi (2018)
- Perry Mason – serie TV, 5 episodi (2020-2023)
- American Gigolo – serie TV, 8 episodi (2022)

## Doppiatrici italiane
Nelle versioni in italiano delle opere in cui ha recitato, Gretchen Mol è stata doppiata da:
- Antonella Baldini in Quel treno per Yuma, Boardwalk Empire - L'impero del crimine
- Emanuela Baroni in Fratelli
- Cristina Giachero in L'ultima volta che mi sono suicidato
- Georgia Lepore in Musica da un'altra stanza
- Eleonora De Angelis in Il giocatore - Rounders
- Claudia Catani in Le due verità
- Pinella Dragani in Il tredicesimo piano
- Ilaria Stagni in Accordi e disaccordi
- Anna Lana in The Ten
- Francesca Fiorentini in Life on Mars
- Michela Alborghetti in True Story
- Sonia Mazza in Anesthesia
- Emanuela Damasio in Manchester by the Sea
- Chiara Colizzi in Quando un padre
- Giuppy Izzo in Seven Seconds
- Emanuela D'Amico in Yellowstone
- Selvaggia Quattrini in Perry Mason
- Ilaria Latini in American Gigolo